# FIASMA
Unter der Bezeichnung Funktionelle Inhibitoren der sauren Sphingomyelinase (kurz FIASMA) fasst man eine Vielzahl von pharmakologischen Wirkstoffen zusammen, die das Enzym saure Sphingomyelinase (ASM, EC 3.1.4.12) hemmen. Dieses Enzym befindet sich hauptsächlich im Lysosom und baut Sphingomyelin zu Ceramid und Sphingosin ab, das wiederum zu Sphingosin-1-Phosphat verstoffwechselt wird. Diese Abbauprodukte und damit auch die Hemmung des Enzyms selbst beeinflussen die Regulation von Zellwachstum (Proliferation) beziehungsweise  Zelltod (Apoptose). Eine Fehlregulierung dieses Gleichgewichts kann zu schwerwiegenden klinischen Krankheitsbildern führen.
Das Akronym „FIASMA“ für diese Substanzgruppe wurde von Kornhuber und Mitarbeitern eingeführt; es leitet sich von der englischen Bezeichnung Functional Inhibitor of Acid SphingoMyelinAse ab.

## Wirkungsmechanismus der FIASMAs
Für die hemmende Wirkung der FIASMAs auf die ASM wird ein indirekter funktioneller Mechanismus angenommen. FIASMAs führen zu einer Ablösung der ASM von der inneren lysosomalen Membran mit darauffolgendem proteolytischen Abbau des Enzyms im lysosomalen Lumen. Der hemmende Effekt einiger Pharmaka auf die ASM ist schon lange bekannt, wurde allerdings erst später systematisch untersucht.
FIASMAs hemmen die ASM nicht komplett; eine geringe Restaktivität des Enzyms gewährleistet den notwendigen zellulären Metabolismus. Die klinische Anwendung von FIASMAs führt daher nicht zu dem Bild der Niemann-Pick-Krankheit, bei dem die Aktivität der ASM durch einen genetischen Defekt vollständig fehlt.

## Eigenschaften der FIASMAs
FIASMAs sind strukturell heterogen, besitzen aber gemeinsame physikochemische Eigenschaften: Alle bisher identifizierten FIASMAs sind lipophil und schwach basisch mit mindestens einem protonierbaren Stickstoffatom; sie gehören daher zur Gruppe der "cationic amphiphilic drugs". FIASMAs verletzen häufiger mindestens eine der Lipinski-Rule-of-Five als Nicht-FIASMAs. Dennoch werden FIASMAs gut vom Magen-Darm-Trakt in den Körper aufgenommen und passieren die Blut-Hirn-Schranke.

## Krankheitsbilder mit erhöhter Bildung von Ceramid
- „Major depression“: Bei Patienten mit „major depression“ wurde in einer Pilotstudie eine erhöhte Aktivität der ASM festgestellt.[6] FIASMAs könnten die bei Depression erhöhte Aktivität der ASM wieder normalisieren.[7]
- Mukoviszidose oder Cystische Fibrose: Die bei diesem Krankheitsbild auftretende Akkumulation von Ceramid[8] kann durch FIASMAs wie Amitriptylin normalisiert werden.[9]
- Infektion mit dem SARS-CoV-2-Virus aktiviert das zelluläre ASM/Ceramid-System. In präklinischen Studien können FIASMAs wie Amitriptylin oder Fluoxetin die Infektion mit dem SARS-CoV-2-Virus reduzieren.[10] Eine retrospektive Untersuchung zeigt den schützenden Effekt von FIASMAs auf den Verlauf von COVID-19.[11] Eine prospektive randomisierte kontrollierte Studie mit dem FIASMA Fluvoxamin zeigt einen schützenden Effekt auf den klinischen Verlauf bei frühem COVID-19.[12]

## Aktuell bekannte FIASMAs
Bisher sind durch Zellkulturexperimente unten stehende Substanzen als FIASMAs identifiziert worden. Als Referenzzellen wurden H4-Zellen verwendet; die Aktivität der ASM wurde mit Hilfe eines Radioassays bestimmt. Wenn experimentelle Daten fehlen, kann die funktionell hemmende Wirkung einer Substanz auf die ASM mit einem chemoinformatischen Modell berechnet werden.
- Alverin
- Amiodaron
- Amitriptylin
- Amlodipin
- Aprindin
- Astemizol
- AY9944
- Benzatropin
- Bepridil
- Biperiden
- Camylofin
- Carvedilol
- Cepharanthin
- Chlorpromazin
- Chlorprothixen
- Cinnarizin
- Clemastin
- Clofazimin
- Clomiphen
- Clomipramin
- Cloperastin
- Conessin
- Cyclobenzaprin
- Cyproheptadin
- Desipramin
- Desloratadin
- Dicyclomin
- Dilazep
- Dimebon
- Doxepin
- Drofenin
- Emetin
- Fendilin
- Flunarizin
- Fluoxetin
- Flupentixol
- Fluphenazin
- Fluvoxamin
- Hydroxyzin
- Imipramin
- Lofepramin
- Loperamid
- Loratadin
- Maprotilin
- Mebeverin
- Mebhydrolin
- Mepacrin
- Mibefradil
- Norfluoxetin
- Nortriptylin
- Paroxetin
- Penfluridol
- Perhexilin
- Perphenazin
- Pimethixen
- Pimozid
- Profenamin
- Promazin
- Promethazin
- Protriptylin
- Sertindol
- Sertralin
- Solasodin
- Suloctidil
- Tamoxifen
- Terfenadin
- Thioridazin
- Tomatidin
- Trifluoperazin
- Triflupromazin
- Trimipramin
- Zolantidin